# Consolidated XP4Y Corregidor
Consolidated XP4Y Corregidor (továrním označením Model 31) byl americký dvoumotorový dálkový námořní hlídkový létající člun vyrobený v době druhé světové války  společností Consolidated Aircraft pro Námořnictvo Spojených států amerických. Vznikl jen jeden prototyp a zakázka na  200 sériových kusů byla zrušena.

## Vznik a vývoj
Projekt modelu 31, létajícího člunu určeného pro vojenské i civilní letectví, vznikl v roce 1938. Typ měl celokovovou konstrukci s hornoplošným samonosným křídlem o vysoké štíhlosti (tzv. „Davisovo křídlo“, jaké bylo později použito i u B-24 Liberator) a vyvýšenou zadní část trupu s dvojitými svislými ocasními plochami. Podkřídelní vyvažovací plováky byly řešeny jako zatažitelné a pohon zajišťovala dvojice hvězdicových motorů Wright R-3350. Plánovaná kapacita civilní verze byla 52 sedících cestujících, nebo 28 při lůžkové úpravě kabiny.:s.81
Prototyp, s registrací NX2173, poprvé vzlétl 5. května 1939, a prokázal vynikající výkony.:s.81 Testování prototypu bylo dokončeno v roce 1941 a po prosincovém japonském útoku na Pearl Harbor o typ projevilo zájem Námořnictvo Spojených států amerických, které jej v dubnu 1942 zakoupilo pod označením XP4Y-1. Úpravy na námořní hlídkový stroj zahrnovaly instalaci příďové, hřbetní a ocasní střelecké věže a závěsníků pro až 1 814 kg (4 000lb) svrhávané výzbroje.:s.164–165
V řéjnu 1942 byla udělena zakázka na 200 sériových P4Y-1, které měly být vyráběny v nově postaveném výrobním závodě v New Orleans ve státě Louisiana. Zdržení v úpravách prototypu a nedostatek motorů R-3350, které si přednostně vyžadoval výrobní program strategického bombardéru B-29 Superfortress, vedly ke zrušení sériové produkce, a vzniklá továrna přešla ke stavbě strojů PBY Catalina.:s.82

## Specifikace (XP4Y-1)
Údaje dle

### Technické údaje
- Osádka: 10
- Délka: 22,58 m (47 stop a 1 palec)
- Rozpětí: 33,53 m (110 stop)
- Výška: 7,67 m (25 stop a 2 palce)[5]
- Nosná plocha: 97,36 m² (1 048 čtverečních stop)
- Prázdná hmotnost: 13 305,7 kg (29 334 lb)
- Vzletová hmotnost: 20 865 kg (46 000 lb)
- Maximální vzletová hmotnost: 21 772 kg (48 000 lb)
- Pohonná jednotka:  2 × vzduchem chlazený osmnáctiválcový dvouhvězdicový motor Wright R-3350-8 Double Cyclone
- Výkon pohonné jednotky: 2 300 hp (1 715 kW) každý

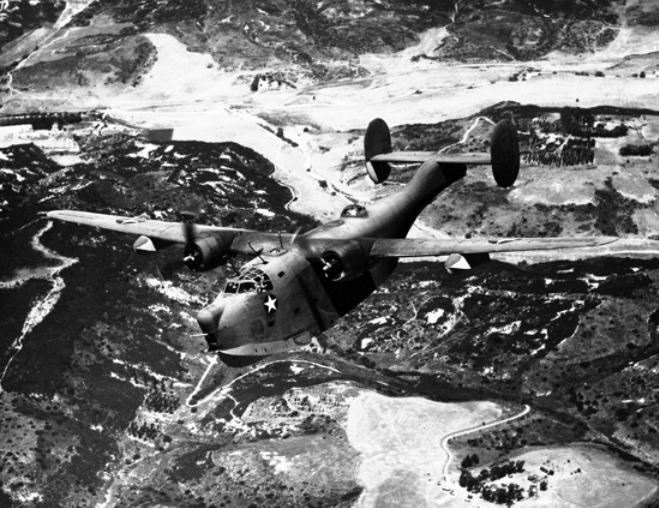
XP4Y Corregidor

### Výkony
- Maximální rychlost: 397,5 km/h (214,6 uzlů, 247 mph)
- Cestovní rychlost: 218,8 km/h (118 uzlů, 136 mph)[4]:s.166
- Dolet:
  - Běžný dolet: 3 701,4 km (1 998,5 námořních mil, 2 300 mil)
  - Maximální dolet: 5 278 km (2 850 nm, 3 280 mil)
- Praktický dostup: 6 522 m (21 400 stop)
- Stoupavost: 6,25 m/s (1 230 stop za minutu)[4]:s.166

### Výzbroj (plánovaná)
- 1 × kanón ráže 37 mm (v příďové střelecké věži)
- 4 × kulomet M2 Browning ráže 12,7 mm (po dvou v hřbetní a ocasní věži)
- max. 1 814 kg (4 000 lb) pum,torpéd nebo hlubinných náloží na externích závěsnících